# Impact Wrestling Turning Point
Turning Point is een professioneel worstel- en Impact Plus evenement dat georganiseerd wordt door de Amerikaanse worstelorganisatie Impact Wrestling (voorheen bekend als Total Nonstop Action Wrestling (TNA)). Het evenement debuteerde in 2004 en werd oorspronkelijk jaarlijks gehouden in december tot 2008. In 2008 veranderde TNA het evenement naar november. Sinds het begin, is het evenement tot 2019 gehouden in de Impact Zone in Orlando, Florida.
Turning Point was gehouden als een speciale Impact Wrestling in 2013, 2015 en 2016. In 2019 was evenement herrezen als een Impact Plus Monthly Special evenement.

## Geschiedenis
Het eerste evenement werd gehouden op 5 december 2004 en werd live uitgezonden op pay-per-view (PPV). Het was de tweede evenement van TNA, dat werd gelanceerd als een jaarlijks PPV. Sindsdien heeft TNA het evenement in december tot 2007 geproduceerd. In 2008 koos TNA er echter, zonder uitleg, voor om het evenement in november te houden en in december het evenement Final Resolution te produceren. Op 11 januari 2013, kondigde TNA aan dat er alleen vier PPV's geproduceerd werden in 2013, waarvan Turning Point werd afgevallen.

## Evenementen
| Evenement          | Datum            | Stad                   | Locatie             | Main Event |
| ------------------ | ---------------- | ---------------------- | ------------------- | --- |
| Turning Point 2004 | 5 december 2004  | Orlando, Florida       | Impact Zone         | America's Most Wanted (Chris Harris & James Storm) vs. Triple X (Christopher Daniels & Elix Skipper) in een Six Sides of Steel Cage match |
| Turning Point 2005 | 11 december 2005 | Orlando, Florida       | Impact Zone         | Jeff Jarrett (c) vs. Rhino voor het NWA World Heavyweight Championship                                                                    |
| Turning Point 2006 | 10 december 2006 | Orlando, Florida       | Impact Zone         | Kurt Angle vs. Samoa Joe |
| Turning Point 2007 | 2 december 2007  | Orlando, Florida       | Impact Zone         | Eric Young, Kevin Nash & Samoa Joe vs. The Angle Alliance (Kurt Angle, A.J. Styles & Tomko) in een 6-man tag team match                   |
| Turning Point 2008 | 9 november 2008  | Orlando, Florida       | Impact Zone         | Sting (c) vs. A.J. Styles voor het TNA World Heavyweight Championship                                                                     |
| Turning Point 2009 | 15 november 2009 | Orlando, Florida       | Impact Zone         | A.J. Styles (c) vs Daniels vs. Samoa Joe in in een 3-way match voor het TNA World Heavyweight Championship                                |
| Turning Point 2010 | 7 november 2010  | Orlando, Florida       | Impact Zone         | Jeff Hardy (c) vs. Matt Morgan voor het TNA World Heavyweight Championship                                                                |
| Turning Point 2011 | 13 november 2011 | Orlando, Florida       | Impact Zone         | Bobby Roode (c) vs. A.J. Styles voor het TNA World Heavyweight Championship                                                               |
| Turning Point 2012 | 11 november 2012 | Orlando, Florida       | Impact Zone         | Jeff Hardy (c) vs. Austin Aries in een Ladder match voor het TNA World Heavyweight Championship                                           |
| Turning Point 2013 | 21 november 2013 | Orlando, Florida       | Impact Zone         | Bully Ray vs. Mr. Anderson in een No Disqualification match                                                                               |
| Turning Point 2015 | 19 augustus 2015 | Orlando, Florida       | Impact Zone         | Ethan Carter III (c) vs. P.J Black voor het TNA World Heavyweight Championship                                                            |
| Turning Point 2016 | 12 augustus 2016 | Orlando, Florida       | Impact Zone         | Ethan Carter III vs. Drew Galloway |
| Turning Point 2019 | 9 november 2019  | Hazleton, Pennsylvania | Holy Family Academy | Sami Callihan (c) vs. Brian Cage voor het Impact World Championship                                                                       |
| Turning Point 2020 | 14 november 2020 | Nashville, Tennessee   | Skyway Studios      | Rich Swann (c) vs. Sami Callihan voor het Impact World Championship                                                                       |